# Weini Kelati
Weini Kelati Frezghi (in amarico ወይኒ ቀላቲ ፍረዝጊ; Tsada Kristian, 1º dicembre 1996) è una mezzofondista eritrea naturalizzata statunitense.

## Biografia
Nata a Tsada Kristian nel distretto di Berikh in Eritrea, ha iniziato a praticare l'atletica leggera in modo competitivo quando un insegnante di educazione fisica della sua scuola l'ha incoraggiata a correre.
Nel luglio del 2014, a 17 anni, ha partecipato ai campionati mondiali juniores a Eugene in Oregon negli Stati Uniti d'America, giungendo settima nei 3000 metri piani. Dopo la competizione, Kelati ha intenzionalmente perso il volo di ritorno in Eritrea e ha optato invece per cercare asilo negli Stati Uniti, senza rivelare questo piano alla sua famiglia in Eritrea.
Si è quindi trasferita in Virginia, dove un cugino di terzo grado è diventato il suo tutore legale, ed ha iniziato a gareggiare nella corsa campestre.
Il 23 giugno 2021, è diventata cittadina statunitense e tre giorni dopo ha partecipato ai Trials olimpici per i Giochi Olimpici di Tokyo senza riuscire a qualificarsi.
Ai trials olimpici del 2024, ha vinto la gara dei 10000 metri piani, qualificandosi per rappresentare gli Stati Uniti ai Giochi Olimpici di Parigi nei 10000 metri piani classificandosi 8º.

## Record nazionali
Seniores
- 5000 metri piani indoor: 15'14"71 ( Boston, 7 dicembre 2019)
- Mezza maratona: 1h06'09" ( Houston, 19 gennaio 2025)

## Palmarès
| Anno                                | Manifestazione     | Sede     | Evento        | Risultato | Prestazione | Note   |
| ----------------------------------- | ------------------ | -------- | ------------- | --------- | ----------- | ------ |
| In rappresentanza dell' Eritrea     |                    |          |               |           |             |        |
| 2014                                | Mondiali U20       | Eugene   | 3000 m piani  | 8ª        | 9'12"32     | [ 6 ]  |
| In rappresentanza degli Stati Uniti |                    |          |               |           |             |        |
| 2023                                | Mondiali cross     | Bathurst | Corsa senior  | 21ª       | 35'48"      |        |
| 2023                                | Mondiali cross     | Bathurst | A squadre     | 5ª        | 103 pt.     |        |
| 2023                                | Mondiali su strada | Riga     | 5 km          | 7ª        | 15'10"      | [ 7 ]  |
| 2024                                | Mondiali cross     | Belgrado | Corsa senior  | 14ª       | 32'53"      | [ 8 ]  |
| 2024                                | Mondiali cross     | Belgrado | A squadre     | 4ª        | 113 pt.     | [ 9 ]  |
| 2024                                | Olimpiade          | Parigi   | 10000 m piani | 8ª        | 30'49"98    | [ 10 ] |

## Campionati nazionali
- 2 volte campionessa nazionale statunitense dei 5 km su strada (2021, 2022)
- 1 volta campionessa nazionale statunitense della corsa campestre (2024)

2014
- Argento ai campionati eritrei (Asmara), 10000 m piani - 35'14"50

2021
- Oro ai campionati statunitensi di 5 km su strada (New York) - 15'18"

2022
- Argento ai campionati statunitensi di corsa campestre (San Diego) - 34'18"
- 5ª ai campionati statunitensi (Eugene), 10000 m piani - 31'39"90
- 4ª ai campionati statunitensi (Eugene), 5000 m piani - 15'52"57
- Bronzo ai campionati statunitensi indoor, 3000 m piani - 8'47"77
- Oro ai campionati statunitensi di 5 km su strada (New York) - 15'16"

2023
- 5ª ai campionati statunitensi di corsa campestre (Richmond) - 32'39"
- 4ª ai campionati statunitensi (Eugene), 10000 m piani - 32'30"40
- 8ª ai campionati statunitensi (Eugene), 5000 m piani - 15'15"49

2024
- Oro ai campionati statunitensi di corsa campestre (Richmond) - 32'59"
- Oro ai campionati statunitensi (Eugene), 10000 m - 31'41"07

2025
- 4ª ai campionati statunitensi, 10000 m piani - 31'46"37
- 6ª ai campionati statunitensi di mezza maratona - 1h09'07"

## Altre competizioni internazionali
2023
- 5ª ai Bislett Games ( Oslo), 5000 m piani - 8'32"50
- 8ª al Prefontaine Classic ( Eugene), 5000 m piani - 15'25"62

2024
- 9ª al Prefontaine Classic ( Eugene), 5000 m piani - 14'35"43
- 9ª all'Herculis ( Monaco), 5000 m piani - 14'44"91

2025
- 10ª al Prefontaine Classic ( Eugene), 5000 m piani - 14'38"15
- Argento alla Mezza maratona di Houston, ( Houston), Mezza maratona - 1h06'09"